# Vară sentimentală
Vară sentimentală este un film românesc din 1986, regizat de Francisc Munteanu după un scenariu scris de Vasile Băran. Rolurile principale sunt interpretate de Emil Hossu, Rodica Mureșan, Gheorghe Dinică, Gheorghe Cozorici, Stela Popescu, Marin Moraru, Florina Cercel, Nicoleta Ilie, Aurel Giurumia și Constantin Diplan.
Filmul prezintă un conflict apărut între inginerul agronom nou sosit într-un sat și președintele CAP-ului local, un om orgolios și inert, cu privire la realizarea unui sistem de irigații care ar determina obținerea unor recolte mai mari. Pe fundalul conflictului între mentalitățile progresiste și cele învechite, se înfiripă și câteva povești de dragoste.

## Rezumat
În perioada lucrărilor agricole de vară, inginerul agronom Bogdan Mihai (Emil Hossu) este transferat de la Butuceni la C.A.P.-ul Viitorul. Fostul agronom era foarte bolnăvicios, iar Coman (Gheorghe Dinică), președintele CAP-ului, solicitase trimiterea unui nou inginer. Pe drum spre satul unde fusese transferat, inginerul Mihai oprește autoturismul Oltcit în dreptul unui lan de porumb și rupe un știulete pentru a vedea cât este de dezvoltat. El este surprins de paznicul Ion Gorun (Aurel Giurumia) și amendat cu 50 de lei pentru furt din avutul obștesc. Inginerul afirmă că a constatat că lanul nu are desimea corespunzătoare, iar boabele au crescut sub potențial din cauza faptului că porumbul nu a fost udat suficient. Din acest motiv, el îl amendează pe brigadierul responsabil cu cerealele (care era chiar fiul lui Gorun).
Chiar de la sosirea în sat, președintele Coman îl anunță arogant pe inginerul Mihai că cooperativa Viitorul a ieșit de patru ori fruntașă în producție și că lui îi plac oamenii serioși și care prind rădăcini în sat. Până la renovarea locuinței repartizate, agronomul locuiește în gazdă la brigadierul Ioan Stroe (Marin Moraru). Inginerul intră în activitate de a doua zi și o ia pe teren cu el pe tehniciana agronom Maricica (Rodica Mureșan), care fusese repartizată la o muncă de birou. El inspectează loturile cultivate ale cooperativei și este nemulțumit de ceea ce vede: arăturile nu se fac la adâncimea corespunzătoare (35 cm), iar culturile nu sunt suficient udate și astfel nu se dezvoltă la potențialul maxim. Inginerul agronom îi ordonă tractoristului Vasile Abrudan (Constantin Diplan) să regleze plugul la 35 cm.
Într-o ședință cu președintele CAP-ului și cu Aurel Goldiș (Gheorghe Cozorici), secretarul organizației comunale de partid, inginerul Mihai afirmă că pentru a avea o recoltă abundentă este necesar ca plugurile să are la adâncimea potrivită; în ceea ce privește cantitatea insuficientă de apă pentru culturi, el propune construirea unei stații de pompare pentru a colecta apa celor trei izvoare ce treceau prin apropiere și a o folosi la irigații. Ideea colectării apei din cele trei izvoare fusese susținută anterior și de studentul Mircea Abrudan (Dan Puric), dar conducerea comunei o respinsese pe motiv că ar avea costuri prea ridicate. Inginerul susține că din suma de 6 milioane de lei necesară pentru construirea sistemului de irigații, costurile majoritare ar fi reprezentate de munca propriu-zisă și propune să se apeleze la munca voluntară. Adunarea generală a organizației locale de partid acceptă această propunere, spre nemulțumirea președintelui CAP-ului care nu se prezintă la întrunire, invocând că este bolnav de reumatism.
Tovarășul Goldiș se deplasează în orașul reședință de județ și discută propunerea de construire a sistemului de irigații cu prim-secretarul organizației județene de partid (Silviu Stănculescu), obținând sprijinul acestuia din urmă. Secretarul de partid al comunei îl acuză pe Coman că ar fi delăsător și că ar avea o mentalitate învechită prin faptul că se opune inginerului agronom care privește în perspectivă. Confruntat cu amenințarea de a fi pus în discuție în următoarea ședință de partid, Coman începe să-l susțină pe agronom. Între timp, se înfiripă și câteva povești de dragoste între Ana (Nicoleta Ilie), fiica brigadierului Stroe, și studentul Mircea Abrudan, între inginerul Mihai și tehniciana Maricica și între Coman și felcerița Paraschiva Dârzu (Florina Cercel), care-i face zilnic masaj președintelui CAP-ului.
Filmul se încheie cu începerea măsurătorilor pentru construcția viitoare a sistemului de irigații. Cu acest prilej, studentul Mircea Abrudan o cere în căsătorie pe Ana.

## Distribuție
- Emil Hossu — inginerul agronom Bogdan Mihai
- Rodica Mureșan — tehniciana agronom Maricica
- Gheorghe Dinică — Coman, președintele C.A.P.-ului Viitorul
- Gheorghe Cozorici — Aurel Goldiș, secretarul organizației comunale de partid
- Stela Popescu — soția brigadierului Stroe
- Marin Moraru — brigadierul Ioan Stroe
- Florina Cercel — felcerița Paraschiva Dârzu
- Nicoleta Ilie — Ana, fiica soților Stroe
- Aurel Giurumia — Ion Gorun, paznicul comunal cu un picior de lemn
- Constantin Diplan — tractoristul Vasile Abrudan
- Silviu Stănculescu — prim-secretarul organizației județene de partid
- Dan Puric — studentul Mircea Abrudan, fotbalist amator, fratele lui Vasile
- Alexandru Arșinel — barmanul de la bufetul comunal
- Anda Caropol — Saveta Surdu, femeia de serviciu de la dispensar
- Victor Vlase
- Dumitru Dimitrie
- Andreea Chiriță
- Cătălina Bîrcă
- Ion Sfetcu
- Cornel Teriteanu

## Producție
Scenariul filmului a fost scris de prozatorul și publicistul Vasile Băran (1931-2016), autor al mai multor romane care tratează problematica eticii socialiste în diferite medii sociale. Filmul a fost realizat în studiourile Centrului de Producție Cinematografică București. Regizor secund a fost Ion P. Ion.
Actrița Nicoleta Ilie, interpreta personajului Ana Stroe, a debutat cu acest rol în cinematografie.

## Recepție
Filmul Vară sentimentală a fost vizionat de 1.964.158 de spectatori la cinematografele din România, după cum atestă o situație a numărului de spectatori înregistrat de filmele românești de la data premierei și până la data de 31.12.2007 alcătuită de Centrul Național al Cinematografiei. 
Jurnalistul Cristian Tudor Popescu, doctor în cinematografie și profesor asociat la UNATC, considera Vară sentimentală drept un film cu caracter politic și propagandistic al epocii comuniste.  Categorisind filmele lui Francisc Munteanu drept axate pe subiecte realiste desuete și pline de „schematism și artificialitate” , criticul Călin Căliman scria în „Istoria filmului românesc (1897-2000)” că filmul Vară sentimentală „preia un conflict «tipic» anilor '80, acela dintre bine și foarte bine, încercând să trateze cu zâmbetul pe buze un subiect (...) cu multe «locuri comune»”. El concluzionează metaforic însă că „moara macină din nou în gol”.
Criticul Tudor Caranfil nu a dat filmului nicio stea și a făcut următorul comentariu: „Un tânăr și chipeș inginer își ia în primire postul de agronom la CAP „Viitorul”, plătind o amendă paznicului pentru că a rupt un știulete din lanul de porumb ca să vadă cât e de dezvoltat. Știuletele n-a crescut cum trebuie, posibilitățile sale erau mai mari, dar au fost știrbite de președintele cooperativei. Lupta dintre bine și mai bine poate demara, cu consecințe ușor de prevăzut: eternul conflict al agronomului cu rutina. Comedie recomandată, de autorii ei, ca „lirică”, fiindcă prezența carismatică a fermului agronom tulbură liniștea Paraschivei, cea cu talente de maseuză, și a rivalei, o frumoasă tehniciană. „Moara macină din nou în gol” – conchide, pe drept, Călin Căliman (în „Istoria filmului românesc”).” 